# دنیای سخن
دنیای سخن ماهنامهٔ فرهنگی و هنری که از سال ۱۳۶۵ تا ۱۳۸۰ به‌صورت ماهانه و یا دو ماه یک بار به سردبیری شاهرخ تویسرکانی در تهران انتشار می‌یافت. تویسرکانی در همین دوران در ماجرای اتوبوس ارمنستان در سال ۱۳۷۵ و در جریان قتل‌های زنجیره‌ای ایران در لیست افراد اعزامی بود که قرار بود در اتوبوس توسط وزارت اطلاعات جمهوری اسلامی به قتل برسند، اما لحظاتی پیش از سوار شدن به اتوبوس ناگهان اعلام کرد که همسرش تصادف کرده و او باید به بیمارستان برود.